# Ценолестовые
Ценоле́стовые, или крысовидные опоссумы (лат. Caenolestidae) — семейство сумчатых млекопитающих из отряда ценолестов (Paucituberculata). Первые находки принадлежащих семейству таксонов датируются средним эоценом (не ранее 48,6 млн лет назад). Так как насекомоядные появились в Южной Америке сравнительно недавно, опоссумы и крысовидные опоссумы занимали там эту экологическую нишу.

## Внешний вид
По внешнему облику они напоминают крыс или землероек. Длина тела — 9—14 см, примерно такой же длины хвост. Волосяной покров плотный, мягкий, на спине буро-серый или тёмно-бурый, на брюхе — немного светлее. Голова удлинённая, глаза и уши небольшие. На конце морды и щеках находятся длинные вибриссы. Длинный хвост покрыт короткими редкими волосами, не хватательный. Выводковая сумка есть только у молодых ценолестовых. Конечности пятипалые, с голыми подошвами, задние лапы длиннее передних. Пальцы вооружены когтями, только I и V пальцы передних лап — ногтями. В верхней челюсти 4 пары резцов, в нижней — 3—4 пары, из них первая пара очень крупная. Всего зубов 46 или 48 (зубная формула {\displaystyle I{4 \over 3-4}C{1 \over 1}P{3 \over 3}M{4 \over 4}}). Головной мозг очень примитивный, с крупными обонятельными долями и небольшим мозжечком.

## Распространение
Ценолестовые распространены на западе Южной Америки (Анды), от южной Венесуэлы до южного Чили. Обитают преимущественно в лесных районах, поднимаясь в горах до высоты 4200 м. Ведут наземный образ жизни; активны вечером или ночью. Прокладывают в густой растительности своеобразные туннели. Питаются в основном беспозвоночными. Зрение у них слабое, но хорошо развиты слух и обоняние, а также осязание (вибриссы). Численность невысока. Экология ценолестов изучена плохо.

## Классификация
В семействе всего 7 ныне живущих видов, относящихся к 3 родам:
- Род Caenolestes — Эквадорские ценолесты
  - Caenolestes caniventer — Серобрюхий ценолест[4]
  - Caenolestes condorensis
  - Caenolestes convelatus — Черноватый ценолест[4]
  - Caenolestes fuliginosus — Эквадорский ценолест
  - Caenolestes sangay
- Род Lestoros — Перуанские ценолесты
  - Lestoros inca — Перуанский ценолест
- Род Rhyncholestes — Чилийские ценолесты
  - Rhyncholestes raphanurus — Чилийский ценолест

По данным сайта Fossilworks, на апрель 2017 года в семейство включают следующие вымершие роды:
- † Eomannodon Ameghino, 1902
- † Perulestes Goin & Candela, 2004 (2 вида)
- † Pliolestes Reig, 1955 (2 вида)
- † Progarzonia Ameghino, 1904 (1 вид)
- † Pseudhalmarhiphus Ameghino, 1903 (1 вид)
- † Stilotherium Ameghino, 1887 [syn. Garzonia Ameghino, 1891, Halmarhiphus Ameghino, 1891, Parhalmarhiphus Ameghino, 1894] (1 вид)